# Bonifatius I
Bonifatius I, född i Rom, död 4 september 422 i Rom, var påve från den 28 december 418 till sin död. Han är helgon i Romersk-katolska kyrkan, med festdag den 25 oktober.

## Biografi
Enligt Liber Pontificalis var Bonifatius romare och son till en presbyter vid namn Jocundus. Man antar traditionellt att påve Damasus I prästvigde honom, och att han verkade som sändebud till Konstantinopel innan han blev påve. 
Efter påve Zosimus död hamnade kyrkan i sin femte schism, då två valdes till påvar. Bonifatius blev ursprungligen vald som motpåve mot ärkediakonen Eulalius; den senare hade utsetts den 27 december 418 av en grupp som huvudsakligen utgjordes av diakoner. Bonifatius konsekrerades i närvaro av nio biskopar och omkring 70 präster den 28 december 418 i kyrkan San Marcello, och Eualius konsekrerades i Lateranbasilikan av biskopen av Ostia. Bonifatius utnämning ogillades av Roms prefekt Symmachus, som utvisade honom från staden och sände efter kejsar Honorius att lösa tvisten. Honorius lät först kalla till synod i Rom, men när den inte lyckades bilägga striden, kallades till koncilium. Innan konciliet hann börja inföll påsken, och båda pretendenterna nekades att celebrera mässa i Lateranbasilikan, ett förbud som Eualius överträdde när han intog kyrkan i fråga på lördagen. Med anledning av detta lät Honorius förklara att Bonifatius var erkänd som påve, den 3 april 418. På Bonifatius begäran lät Honorius besluta att om schism uppstod vid påveval, skulle inget av de olika anspråken gillas, utan nyval skulle utlysas.
Under sitt pontifikat invecklades han med patriarken Atticus i Bysantinska riket i en strid beträffande jurisdiktionen över Illyrien, en strid som genom Honorius inflytande avgjordes till Roms fördel. Gentemot den afrikanska kyrkan var relationen spänd beträffande den rätt påven hade, fastslagen genom Sardicasynodens beslut (343), att mottaga appellationer från avsatta biskopar från Afrika, men från Afrika lovades att trots allt följa besluten. Två anhängare till pelagianismen förtalade Augustinus inför påven, som tog itu med saken. Augustinus har dedicerat sin Contra duas Epistolas Pelagianorum Libri quatuor till Bonifatius.
Bonifatius förnyade påve Soters förbud mot kvinnor att biträda prästen vid gudstjänst, och han förbjöd prästvigning av slavar. 
Bonifatius är begraven på Maximus gravplats vid Via Salaria, nära sankt Felicitas grav; han hade där innan sin död låtit uppföra ett oratorium över henne.